# Partido de la Justicia Democrática
El Partido de la Justicia Democrática (Coreano: 민주정의당; Hanja: 民主正義黨; McCune-Reischauer: Minchu Chŏng-ŭitang; Romanización revisada: Minju Jeong-uidang) fue el partido gobernante de Corea del Sur de 1980 a 1987. Se formó en 1980 como el sucesor del Partido Democrático Republicano y fue el sustento político de Chun Doo-hwan.
Cuando en 1979 ocurrió el asesinato de Park Chung-hee, el líder del Partido Democrático Republicano Chun Doo-hwan creó el Partido de la Justicia Democrática en 1980. Incluso aunque una constitución menos autoritaria fue redactada en aquel año, el sistema político fue regido fuertemente en favor del PJD. La situación cambió en 1987, cuando el candidato presidencial del PJD Roh Tae-woo prometió que las elecciones de aquel año serían democráticas y libres. En 1990 el PJD se fusionó con el Partido Democrático de la Reunificación de Kim Young Sam y el Nuevo Partido Democrático Republicano de Kim Jong-pil para formar el Partido Democrático Liberal.

## Resultados electorales

### Elecciones presidenciales
| Año  | Candidato   | Votos     | Porcentaje       | Resultado |
| ---- | ----------- | --------- | ---------------- | --------- |
| 1987 | Roh Tae-woo | 8.282.738 | \| \| 36.64 % \| | Electo    |
|      | 36.64 %     |           |                  |           |

### Elecciones parlamentarias
|  | 35.64 % |

|  | 35.25 % |

|  | 33.96 % |

a Respecto al resultado del Partido Democrático Republicano en 1978.